# アンソニー・テイラー (サッカー審判員)
アンソニー・テイラー（Anthony Taylor、1978年10月20日 - ）は、イングランド・マンチェスターウィゼンショウウ出身のサッカー審判員。2010年に、プロフェッショナル・ゲーム・マッチオフィシャル・リミテッドによりプレミアリーグを裁くことの出来るセレクトグループ1に任命され、さらに2013年には国際サッカー連盟 (FIFA) 登録の国際審判員に任命されている。
2015年5月1日にウェンブリー・スタジアムで行われたキャピタル・ワン・カップ決勝（チェルシーがトッテナムホットスパーを2-0で下す）、さらに同年8月2日に行われたFAコミュニティ・シールド（アーセナルがチェルシーを1-0で下す）を担当したほか、チェルシーとアーセナルの間で争われた2017年と2020年のFAカップ決勝戦を担当しており（共にアーセナルが2–1で勝利）、1900年・1901年のアーサー・キングスコット以来となる、2度のFAカップ決勝を審判した人物となった。

## 来歴

### 初期のキャリア
テイラーは2002年にノーザンプレミアリーグで審判としての活動を開始し 、2004年にノースカンファレンスで審判を務めるようになる。彼は2006-07シーズンを前ににフットボールリーグの審判リストに登録され、リーグ2・レクサム対ピーターバラ・ユナイテッドの試合を担当したのが最初だった。
2006年11月、彼は、クルー・アレクサンドラの本拠地でもあるグレスティロードで、 U-19イングランド代表とU-19スイス代表との国際親善試合を担当した。

### プロとしてのキャリア
2010年2月のフラム対ポーツマスを含むプレミアリーグ3試合を担当し、シーズン終了後にセレクトグループ1に登録される。登録後の最初の試合は2010年9月のブラックバーン対フラムの試合で、試合は1対1で終了した。
テイラーは2011-12シーズンの彼の最初のゲームとなるミドルスブラ対リーズ・ユナイテッドの試合で、リーズのジョニー・ハウソンとマックス・グラデル、ミドルスブラのトニー・マクマホンの3人に退場（イエローカード2枚によるものを含む）の処分を下した。テイラーはそのシーズンに合計34試合を審判し、リーズの3人を含む合計8人の選手を退場処分とした。
2013年1月1日付でテイラーはFIFA登録の国際審判員となる。その年の5月に行われたFAカップ決勝では第4の審判員を務める。
2013–14シーズンの開幕節でテイラーはアーセナル対アストン・ヴィラを担当、アストン・ヴィラに2つのPKを与え、アーセナルのローラン・コシールニをイエローカード2枚で退場処分とした。アーセナル指揮官のアーセン・ベンゲルはテイラーのジャッジを「頑固」と称した一方で、アストン・ヴィラの指揮官であるポール・ランバートは「良い試合だった」と語った。 
2015年3月1日、テイラーはチェルシーとトッテナム・ホットスパーの間で争われたフットボールリーグカップ決勝の審判を務めた。
2015年、テイラーは2015FAコミュニティ・シールド決勝と2015フットボールリーグカップ決勝の両方を担当した 。
2017年4月26日、テイラーは2017FAカップ決勝の主審に任命された。
2018年5月26日、彼は2018EFLチャンピオンシッププレーオフ決勝戦の審判団に選ばれた。
2020年9月16日、テイラーは2020UEFAスーパーカップの主審に任命された。
2021年6月12日、テイラーはフィンランドとデンマークの間で行われたUEFA EURO 2020グループステージの試合を担当。 43分、デンマークMFクリスティアン・エリクセンがピッチで倒れ、テイラーは迅速な対応で試合を中断し、救急搬送の前にピッチ内での緊急治療を認めた。エリクセンの状態が改善したことが明らかになった後、試合はその日の後半に再開された。 恩師のクリス・フォイからは、かつての刑務所での訓練が役に立った、と評されている 。
ユーロ2024の準々決勝ドイツ対スペイン戦でハンドによるPKの見逃しを認めた。

## 統計
| シーズン | 試合 | 合計 | 1試合あたり | 合計 | 1試合あたり |
| -------- | ---- | ---- | ----------- | ---- | ----------- |
| 2006–07  | 26   | 78   | 3.00        | 5    | 0.19        |
| 2007–08  | 36   | 105  | 2.92        | 10   | 0.28        |
| 2008–09  | 38   | 91   | 2.39        | 4    | 0.11        |
| 2009–10  | 36   | 92   | 2.56        | 8    | 0.22        |
| 2010–11  | 32   | 118  | 3.69        | 12   | 0.36        |
| 2011–12  | 34   | 106  | 3.12        | 8    | 0.24        |
| 2012–13  | 35   | 89   | 2.54        | 6    | 0.17        |

すべての大会の統計。 2006-07年より前の記録無し 
| 先代 ステファニー・フラパール | UEFAスーパーカップ 主審 2020 | 次代 セルゲイ・カラセフ |